# غلاتين (جبل)
غلاتين (بالإنجليزية: Glatten (mountain))‏ هو أحد جبال سلسلة جبال الألب غلاروس وجزء من القمة الأم أورتستوك يقع في كانتون أوري, سويسرا. يبلغ ارتفاع الجبل حوالي 2505 متر، بينما يبلغ ارتفاع نتوء الجبل 257 متر.